# Miami Lakes
Miami Lakes est une ville située dans le comté de Miami-Dade, dans l'État de Floride, aux États-Unis. Selon l'estimation officielle de 2006, sa population est de 22 676 habitants.

## Géographie
Miami Lakes se trouve au nord-ouest de la ville de Miami.

## Démographie
| 1980  | 1990   | 2000   | 2010   | - | - |
| ----- | ------ | ------ | ------ | - | - |
| 9 809 | 12 750 | 22 676 | 29 361 | - | - |

## Source
- (en) Cet article est partiellement ou en totalité issu de l’article de Wikipédia en anglais intitulé « Miami Lakes, Florida » (voir la liste des auteurs).